# Regio IV (Pompeia)
Llista dels monuments presents a la Regio IV de les excavacions arqueològiques de Pompeia. Comprèn l'extrem nord-oriental de la ciutat. Està limitada a l'est per la muralla, amb la porta de Nola a l'extrem meridional; al sud per la via de Nola, i a l'oest té límits imprecisos, ja que es troba a la zona de la ciutat que encara no ha estat excavada.

Plànol de Pompeia, amb les distintes regiones o districtes en què estava dividida
Plànol de Pompeia on es ressenyen (en anglès) els principals edificis i vies urbanes
Mapa de situació de la Pompeia romana, on es veu l'àrea afectada per l'erupció del Vesuvi del 79

## Insula 1
| Pos. | Imatge | Nom                     | Descripció | Ref. |
| ---- | ------ | ----------------------- | ---------- | ---- |
| A    | -      | Botiga                  | -          |      |
| B    | -      | Botiga                  | -          |      |
| C    | -      | Identificació no segura | -          |      |
| D    | -      | Identificació no segura | -          |      |
| E    | -      | Botiga                  | -          |      |
| F    | -      | Casa sense nom          | -          |      |
| G    | -      | Botiga                  | -          |      |

## Insula 2
| Pos. | Imatge | Nom                        | Descripció | Ref. |
| ---- | ------ | -------------------------- | --- | ---- |
| A    | -      | Caupona                    | - |      |
| B    | -      | Casa dels Pilars de Colors | Va ser excavada entre el 1841 i el 1843. Després es va tornar a enterrar i només es veu una part de la façana principal. A l'interior es va trobar un esquelet humà i una llàntia de terracota en forma de màscara de la tragèdia. També n'eren característiques dues habitacions properes a l'entrada, finament decorades. |      |
| C    | -      | Botiga                     | - |      |
| D    | -      | Casa del Productor de Vi   | Va ser explorada entre 1841 i 1843, i va tornar a ser enterrada. Només en queda visible el mur perimetral extern, on probablement hi havia l'entrada principal. S'anomena així perquè a l'interior es va trobar un fresc que representa tres sàtirs xafant raïm en una premsa de vi.                                        |      |
| E    | -      | Botiga                     | - |      |
| F    | -      | Taverna de Felició         | - |      |
| G    | -      | Casa sense nom             | - |      |

## Insula 3
| Pos. | Imatge | Nom                      | Descripció | Ref. |
| ---- | ------ | ------------------------ | ---------- | ---- |
| A    | -      | Botiga                   | -          |      |
| B    | -      | Botiga                   | -          |      |
| C    | -      | Casa d'Hermes            | -          |      |
| D    | -      | Botiga                   | -          |      |
| E    | -      | Casa d'Ifigènia          | -          |      |
| F    | -      | Identificació no segura  | -          |      |
| G    | -      | Casa de M. Cerrini Vàcia | -          |      |
| H    | -      | Identificació no segura  | -          |      |
| I    | -      | Casa sense nom           | -          |      |

## Insula 4
| Pos. | Imatge | Nom                     | Descripció | Ref. |
| ---- | ------ | ----------------------- | ---------- | ---- |
| A    | -      | Botiga                  | -          |      |
| B    | -      | Casa sense nom          | -          |      |
| C    | -      | Botiga                  | -          |      |
| D    | -      | Botiga                  | -          |      |
| E    | -      | Identificació no segura | -          |      |
| F    | -      | Identificació no segura | -          |      |
| G    | -      | Identificació no segura | -          |      |
| H    | -      | Identificació no segura | -          |      |

## Insula 5
| Pos. | Imatge | Nom                     | Descripció | Ref. |
| ---- | ------ | ----------------------- | --- | ---- |
| A    | -      | Casa amb botiga         | - |      |
| B    | -      | Casa de Mercuri         | També anomenada Casa d'Hèrcules, va ser excavada entre 1813 i 1814 i va tornar a ser enterrada. Només en resta visible part d'un mur perimetral, on és difícil identificar l'entrada principal, que es podria confondre amb les finestres. Entre les troballes principals, a l'interior hi havia alguns frescos pintats a les columnes del larari que representen Hèrcules, Bacus, Eros, Mercuri i Venus. |      |
| C    | -      | Identificació no segura | - |      |
| D    | -      | Identificació no segura | - |      |